# Georg Vilhelm af Brandenburg-Preussen
Georg Vilhelm af Brandenburg-Preussen (3. november 1595 på slottet i Cölln – 1. december 1640 i Königsberg) var kurfyrste af Brandenburg 1619-1640 og hertug af Preussen af slægten Hohenzollern.
Han var søn af og efterfulgte Johan Sigismund af Brandenburg, da denne døde i 1619.
I 1616 giftede Georg Vilhelm sig med Charlotte af Pfalz; deres eneste søn blev den senere Frederik Vilhelm, senere kendt som Den store Kurfyrste.
Georg Vilhelm overtog regentskabet på et højst uheldigt tidspunkt, i starten af Trediveårskrigen. Han var i klemme mellem sin søster Maria Eleonora af Brandenburg, som var gift med den svenske konge Gustav 2. Adolf, der var protestant, og det katolske tysk-romerske rige, og mellem katolske politikere i Brandenburg og protestantiske i Preussen. Landet led voldsomt under krigen og blev plyndret af både venner og fjender, ligesom befolkningen blev kraftigt reduceret.

## Eksterne links
- Wikimedia Commons har flere filer relateret til Georg Vilhelm af Brandenburg-Preussen